# デジタルテクノロジー四国
株式会社デジタルテクノロジー四国（デジタルテクノロジーしこく）は、松山市に本社を置く伊予鉄グループの企業。「地方からデジタル化を推進」をコンセプトに、地域のデジタル化を支援する。愛媛県民向けの決済・情報発信アプリ「みきゃんアプリ」の企画運営も行う。

## 沿革
- 2021年（令和3年）4月：伊予鉄グループのデジタル企業として「株式会社デジタルテクノロジー四国」を設立。出資割合は、伊予鉄総合企画株式会社75%・オープングループ株式会社25%[1][2][3]
- 2023年（令和5年）2月15日：みきゃんアプリの実装検証を開始。